# Кажимуканський сільський округ
Кажимука́нський сільський округ (каз. Қажымұқан ауылдық округі, рос. Кажымуканский сельский округ) — адміністративна одиниця у складі Ордабасинського району Туркестанської області Казахстану. Адміністративний центр — село Темірлановка.
Населення — 26066 осіб (2021; 19956 у 2009, 18724 у 1999, 14779 у 1989).
Станом на 1989 рік існувала Темірлановська сільська рада (села Амангельди, Боралдай, Коктобе, Комунізм, Ленінту, Соцкогам, Темірлановка) у складі Ариського району.

## Склад
До складу округу входять такі населені пункти:
| Населений пункт    | Колишні назви    | Населення, осіб (1989) | Населення, осіб (1999) | Населення, осіб (2009) | Населення, осіб (2021) |
| ------------------ | ---------------- | ---------------------- | ---------------------- | ---------------------- | ---------------------- |
| Амангельди, село   | -                | 791                    | 1060                   | 1161                   | 1277                   |
| Боралдай, село     | -                | 247                    | 383                    | 408                    | 415                    |
| Интали, село       | Комунізм         | 1703                   | 2204                   | 2217                   | 2390                   |
| Кажимухан, село    | Ленінту, Зерделі | 1376                   | 1608                   | 1697                   | 1882                   |
| Кизилсенгір, село  | Соцкогам         | 243                    | 365                    | 296                    | 288                    |
| Коктобе, село      | -                | 1226                   | 1550                   | 1682                   | 2018                   |
| Темірлановка, село | -                | 9193                   | 11554                  | 12495                  | 17796                  |